# François-Joseph Boulanger

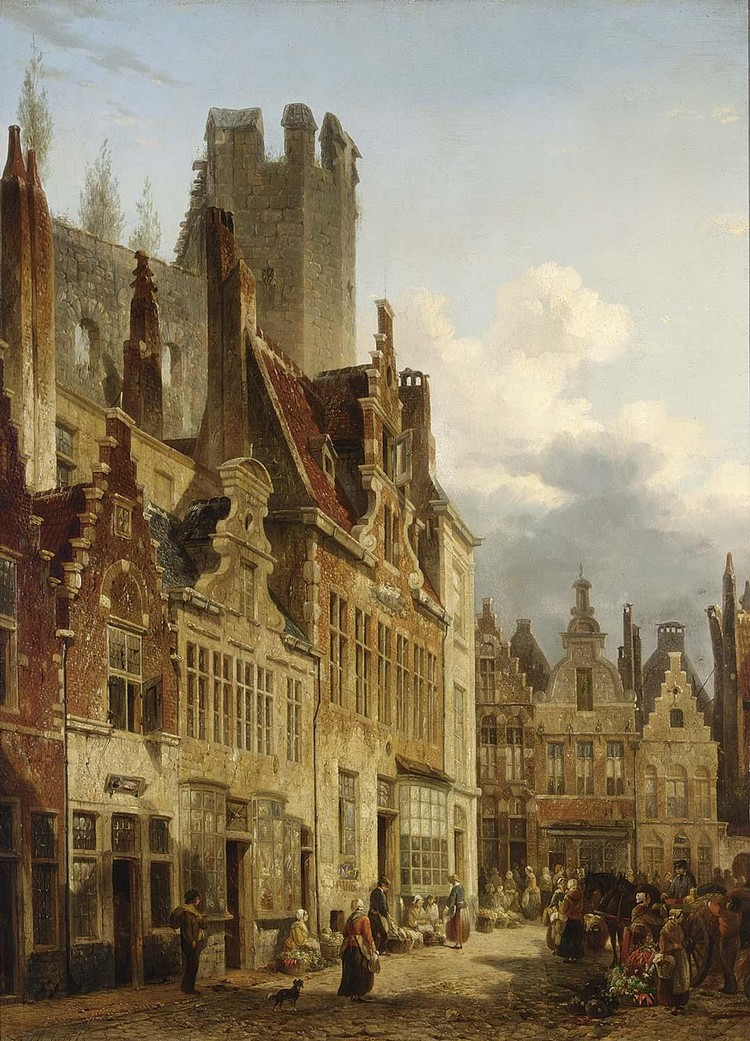
Straßenmarkt in Gent

François-Joseph Boulanger (* 9. August 1819 in Gent; † 1. November 1873 ebenda) war ein belgischer Vedutenmaler.
Er war als Sohn französischer Einwanderer, François-Joseph Boulanger und Marie-Catherine de Puysseleir, geboren.
Boulanger wurde an der Koninklijke Academie voor Schone Kunsten in Gent von 1841 bis 1844 bei Theodoor de Heuvel und 1844 bei Edouard De Vigne als Maler ausgebildet. 
Er debütierte im Salon von 1841 in Gent mit einer Genreszene. Bald widmete er sich dem Genre der Vedutenmalerei, mit dem er fortan in vielen prominenten Salons in Belgien präsent war.
Er zeigte seine Werke auf den Kunstausstellungen in Antwerpen 1849, 1852, 1855, 1858 und 1861 sowie  in Brüssel 1850 und 1866.
In den letzten Jahren seines Lebens verfiel er dem Alkoholismus und starb in einer Irrenanstalt.
Sein jüngerer Bruder Jules Joseph Boulanger (1822–1868) war ebenfalls Maler.